# چوی جونگ این
چوی جونگ این (به انگلیسی: Choi Jung-in) (زاده ۷ دسامبر ۱۹۸۰) خواننده اهل کره جنوبی است.